# Диоцез Понт
Диоцез на Понта (на латински: Dioecesis Pontica, на гръцки: Διοίκησις Πόντου/Ποντικής) е административна епархия на късната Римска империя, включваща римски провинции в северната и североизточната част на Мала Азия до границите със Сасанидската империя в Армения.
Територията грубо съвпада с границите на историческо-географската област Понт. Епархията е създадена след реформите на Диоклециан и се управлява от наместник (vicarius) със седалище в Амасия и е подчинена на Преторианската префектура на Изтока. Въоръжените сили на диоцеза, които трябва да възпират сасанидските заплахи, са подчинени на Дука на Понт и Армения (на латински: Dux Ponti et Armeniae) докато Юстиниан I не въвежда новата служба на военен магистър за Арменската граница. Юстиниановите реформи отменят епархия през 535, като викарият става управител само на Галатия Прима. Това не дава задоволителни резултати и диоцезът е възстановен през 548 г. Той продължава да действа, докато не е въведена системата themata, когато е наследен от Армениакон и Опсикий през 7 век.
Диоцезът заема североизточния малоазийски бряг на Черно море и градове като Гагра и Диоскурия.
Епархията включва 12 провинции: Витиния, Хонория, Пафлагония, Хеленопонт, Понт, Галатия Прима и Галатия Салутарис, Кападокия Прима и Кападокия Секунда, Армения, Армения Секунда, Армения Майор и Софена. През 536 Армения са създадени Армения III и Армения IV.
- Малоазийски римски провинции, 400 г.
- Малоазийски византийски теми, 842
- Малоазийски бейлици, 1300 г.
- Понтийски християни, 1896 г.